# Governo Facta II
Il Governo Facta II è stato il cinquantottesimo esecutivo del Regno d'Italia, il secondo guidato da Luigi Facta.  
Esso, nato in seguito alle dimissioni del governo precedente, è stato in carica dal 1º agosto al 31 ottobre 1922 (sebbene già dimissionario dal precedente 28 ottobre, giorno della Marcia su Roma), per un totale di 91 giorni, ovvero 2 mesi e 30 giorni.
Si trattò dell'ultimo governo del Regno d'Italia prima dell'ascesa del Partito Nazionale Fascista (PNF) di Benito Mussolini.

## Compagine di governo

### Appartenenza politica
| Partito | Partito                                | Presidente | Ministri | Sottosegretari | Totale |
| ------- | -------------------------------------- | ---------- | -------- | -------------- | ------ |
|         | Partito Liberale Italiano              | 1          | 8        | 4              | 13     |
|         | Partito Popolare Italiano (1919)       | -          | 3        | 6              | 9      |
|         | Democrazia Sociale                     | -          | 3        | 3              | 6      |
|         | Indipendente (politica)                | -          | -        | 4              | 4      |
|         | Partito Socialista Riformista Italiano | -          | 1        | 2              | 3      |

Con l’appoggio esterno di Blocchi nazionali, Partito Liberale Democratico Italiano e Partito Economico-Partito Agrario Siciliano.

### Situazione parlamentare
NOTA: Nonostante questo governo non si sottopose mai ad alcun tipo di votazione, dimettendosi proprio alla prima occasione per via della forte influenza delle dinamiche parlamentari sulla fiducia (che venivano spesso attuate indirettamente e tramite vari ordini del giorno) e che avevano ormai portato ad una prassi di forte rilevanza stratificata e abbastanza consolidata dell’organo legislativo e della Monarchia parlamentare, con un’evidente evoluzione in senso democratico della responsabilità politica, l’atto fu essenzialmente solo formale, poiché la fiducia stessa era effettivamente solo una convenzione costituzionale. Ufficialmente infatti, ai tempi del Regno d'Italia, poiché secondo lo Statuto Albertino il governo rispondeva concretamente al solo Re (il quale, dando egli stesso una prima fiducia al governo, aveva il potere di far resistere l’esecutivo ad un voto della Camera dei deputati, come alcune volte fece), il rapporto con il Parlamento in senso moderno non era pienamente obbligatorio, pur diventato oramai fondamentale. Per questo motivo, il grafico sottostante espone, secondo ricostruzioni e dichiarazioni, nonché secondo la composizione del governo ed anche secondo il voto effettivamente subìto, il supporto che questo avrebbe ottenuto a fini puramente enciclopedici e storici, tenendo conto della facile mutevolezza delle forze politiche e del contesto storico-politico.
| Camera              | Collocazione     | Partiti                                                             | Seggi     |
| ------------------- | ---------------- | ------------------------------------------------------------------- | --------- |
| Camera dei deputati | Governo          | PPI (108), PLI (43), PDSI (29), PDR (11)                            | 191 / 535 |
| Camera dei deputati | Appoggio esterno | BN (68), PLDI (68), PE-PAS (5)                                      | 141 / 535 |
| Camera dei deputati | Opposizione      | PSI (123), PNF (37), PCd'I (15), PDC (10), LST (9), PRI (6), SI (1) | 203 / 535 |

## Composizione
| Carica                                        | Titolare                              | Titolare                              | Titolare                              | Sottosegretari |
| Presidenza del Consiglio dei ministri         | Presidenza del Consiglio dei ministri | Presidenza del Consiglio dei ministri | Presidenza del Consiglio dei ministri | Sottosegretario di Stato alla Presidenza del Consiglio                                                              |
| --------------------------------------------- | ------------------------------------- | ------------------------------------- | ------------------------------------- | --- |
| Presidente del Consiglio dei ministri         |                                       |                                       | Luigi Facta (UL poi PLI)              | Giuseppe Beneduce                                                                                                   |
| Presidente del Consiglio dei ministri         |                                       |                                       | Luigi Facta (UL poi PLI)              | Giuseppe Beneduce                                                                                                   |
| Ministero                                     | Ministri                              | Ministri                              | Ministri                              | Sottosegretario |
| Affari Esteri                                 |                                       |                                       | Carlo Schanzer (UL poi PLI)           | Fulco Tosti di Valminuta                                                                                            |
| Affari Esteri                                 |                                       |                                       | Carlo Schanzer (UL poi PLI)           | Fulco Tosti di Valminuta                                                                                            |
| Interno                                       |                                       |                                       | Paolino Taddei (UL poi PLI)           | Carlo Fumarola |
| Interno                                       |                                       |                                       | Paolino Taddei (UL poi PLI)           | Carlo Fumarola |
| Agricoltura                                   |                                       |                                       | Giovanni Bertini (PPI)                | Luigi Congiu |
| Colonie                                       |                                       |                                       | Giovanni Amendola (UL poi PLI)        | Pier Gaetano Venino                                                                                                 |
| Colonie                                       |                                       |                                       | Giovanni Amendola (UL poi PLI)        | Pier Gaetano Venino                                                                                                 |
| Finanze                                       |                                       |                                       | Giovanni Battista Bertone (PPI)       | Enrico La Loggia |
| Tesoro                                        |                                       |                                       | Giuseppe Paratore (UL poi PLI)        | - Aldo Rossini - Attilio Fontana                                                                                    |
| Tesoro                                        |                                       |                                       | Giuseppe Paratore (UL poi PLI)        | - Aldo Rossini - Attilio Fontana                                                                                    |
| Giustizia e Affari di Culto                   |                                       |                                       | Giulio Alessio (PDSI)                 | Calogero Cascino |
| Guerra                                        |                                       |                                       | Marcello Soleri (UL poi PLI)          | Alessandro Marracino                                                                                                |
| Guerra                                        |                                       |                                       | Marcello Soleri (UL poi PLI)          | Alessandro Marracino                                                                                                |
| Industria e Commercio                         |                                       |                                       | Teofilo Rossi (UL poi PLI)            | Giambattista Bosco Lucarelli                                                                                        |
| Industria e Commercio                         |                                       |                                       | Teofilo Rossi (UL poi PLI)            | Giambattista Bosco Lucarelli                                                                                        |
| Lavori Pubblici                               |                                       |                                       | Vincenzo Riccio (UL poi PLI)          | Mario Augusto Martini                                                                                               |
| Lavori Pubblici                               |                                       |                                       | Vincenzo Riccio (UL poi PLI)          | Mario Augusto Martini                                                                                               |
| Lavoro e Previdenza Sociale                   |                                       |                                       | Arnaldo Dello Sbarba (PSRI)           | Mario Cingolani |
| Marina                                        |                                       |                                       | Roberto De Vito (PDSI)                | - Nicola Serra - Giovanni Pallastrelli Di Celleri                                                                   |
| Poste e Telegrafi                             |                                       |                                       | Luigi Fulci (PDSI)                    | Alfredo Petrillo |
| Pubblica Istruzione                           |                                       |                                       | Antonino Anile (PPI)                  | - Giuseppe De Capitani d'Arzago (fino al 16 agosto 1922) - Agostino Lo Piano - Luigi Siciliani (dal 16 agosto 1922) |
| Ricostruzione delle Terre liberate dal nemico |                                       |                                       | Vito Luciani (UL poi PLI)             | Umberto Merlin |
| Ricostruzione delle Terre liberate dal nemico |                                       |                                       | Vito Luciani (UL poi PLI)             | Umberto Merlin |

## Cronologia

### 1922
- 1º agosto - Il governo giura dinnanzi al Re.
- 26 ottobre - A seguito dell’inizio dell’attuazione del piano insurrezionale del Partito Nazionale Fascista (PNF) e visto fallire il tentativo di portare i parlamentari fascisti al governo pacificamente, il Presidente del Consiglio Facta riunisce il Consiglio dei ministri che, soprassedendo alla formale decisione di rassegnare le collegiali dimissioni stabilisce, frattanto, che i singoli ministri mettano i loro portafogli a disposizione del Presidente.
- 27 ottobre - Precipitando la situazione in tutta Italia, il Consiglio dei ministri, riunito nuovamente dal Presidente del Consiglio, delibera le dimissioni. Prima di ciò, tuttavia, viene preparato un regio decreto autorizzante lo stato d'assedio per permettere eventualmente al Regio esercito di intervenire contro l’insurrezione. Nella notte, dunque, presentatosi dal Re, Facta gli propone il decreto, ma questi, dopo una lunga ponderazione rifiuta di firmarlo, portando così lo stesso Presidente del Consiglio a rassegnare definitivamente le dimissioni, avendo così la certezza che queste sarebbero state accettate.
- 28 ottobre - Alle ore 18:00, trapelano indiscrezioni secondo cui il Re avrebbe dato ufficialmente l’incarico di formare un nuovo governo, dopo aver accettato le dimissioni di Facta, ad Antonio Salandra, appoggiato dai nazionalisti.
- 29 ottobre - Avendo intuito di avere ormai la situazione in mano, l’opposizione risoluta di Benito Mussolini e dei fascisti fa naufragare il tentativo di Salandra, il quale declina ufficialmente l’incarico alle 11:00.
- 30 ottobre - Trovatosi alle strette, il Re affida infine l’incarico a Mussolini che, in serata, costituisce ufficialmente il proprio gabinetto, inizialmente formato da tre fascisti, due popolari, due militari, due democratici, un nazionalista, un demosociale, un liberale ed un indipendente. Con il giuramento del nuovo esecutivo il giorno successivo, dunque, termina ufficialmente l’esperienza di governo.